# Miguel Eusebio Bustamante
Miguel Eusebio Bustamante Lardizábal (1777, San Antonio de Flores, Honduras-5 de abril de 1869, Tegucigalpa, Honduras), político de inclinación conservadora y Jefe de Estado de Honduras entre 24 de octubre al 30 de octubre de 1827 y Presidente Provisional entre el 12 al 14 de febrero de 1850.

## Biografía
Sus padres fueron Jacinto Bustamante Tinoco y Josefa Lardizábal Sobrado. Siendo de familia acomodada y de la burguesía estudió Leyes en la Universidad San Carlos de Borromeo en Guatemala. Su primera esposa fue María Ambrosía Garín Zepeda. Con ella tuvo 3 hijos fallecidos a corta edad. Según Leticia de Oyuela su esposa fue María Escolástica Herrera Herrera (1795-1835) casados un 9 de enero de 1809, ella nieta de Dionisio de Herrera. Con Escolástica tuvo 17 hijos, quien falleció muy joven. Su tercer matrimonio fue con Maria de las Nieves Vasquez Brito (1816-1864) con quien se casó el 11 de septiembre de 1837 y procrearon 15 hijos.
Su vida política empezó siendo en 1812 Alcalde de Tegucigalpa. Seguidamente entre 1820 a 1821 fue elegido Diputado Provincial suplente por Tegucigalpa y después en 1830 electo Diputado a la Asamblea Legislativa.

## Jefatura de Estado
El 10 de mayo de 1827 tras la invasión del Coronel José Justo Milla Pineda a Honduras y derrocar al Gobierno del Licenciado Dionisio de Herrera; Milla asume la jefatura de estado, convocando a elecciones y obteniendo los resultados a su favor, en los cuales se nombraron al Licenciado Juan Lindo como Presidente del Congreso y a Anacleto Bendaña como Jefe de Estado y a Miguel Eusebio Bustamante como Vicejefe, quien después asumiría la jefatura entre el 30 de septiembre al 30 de octubre de 1827.
A continuación y tras la derrota de Justo Milla en noviembre de 1827 en la Batalla de La Trinidad, a manos del General Francisco Morazán, la Jefatura estaba recaída en José Jerónimo Zelaya Fiallos; ya cuando debía entregársela a Morazán y sus huestes patrióticas.

## Presidencia provisional
En 1850 sucede un levantamiento armado en Comayagua capital de Honduras, a manos del General José Santos Guardiola contra la presidencia del Licenciado Juan Lindo y la Asamblea Legislativa. Es cuando las fuerzas militares estacionadas en Tegucigalpa, nombran a Miguel Eusebio Bustamante como Presidente provisional o por depósito, mientras el Vicejefe señor Felipe Bustillo asumiese la titularidad como Presidente según la constitución vigente.
El 25 de marzo de 1850 se celebra el “Pacto de Pespire” lo cual ponía fin y a la normalización la situación política en el país y exiliándose a los conservadores General Francisco Ferrera y General  Coronado Chávez con rumbo a El Salvador.